# 松本金太郎 (政治家)
松本 金太郎（まつもと きんたろう、1861年11月27日（文久元年10月25日）- 1938年（昭和13年）12月11日）は、日本の農業関係者、政治家。衆議院議員、埼玉県秩父郡影森村長。

## 経歴
武蔵国秩父郡上影森村（のち埼玉県秩父郡影森村、現:秩父市）で生まれる。漢学を修めた。
影森村会議員、同助役、同収入役、同村長、秩父郡会議員、同参事会員、同議長、埼玉県会議員、同参事会員、小作調停委員などを歴任。
1924年5月に第15回衆議院議員総選挙で埼玉県第六区から選出された加藤政之助が、貴族院勅選議員に任じられたことに伴い、1927年6月の補欠選挙に出馬して当選し、立憲民政党に所属して衆議院議員を一期務めた。
1916年、秩父郡木炭同業組合を設立して組合長に就任。その他、同郡農会評議員、影森村農会評議員、埼玉木炭同業組合組長、秩父郡教育会評議員、影森村教育会評議員、秩父銀行監査役、大日本木炭協会顧問などを務めた。